# Mona (Puerto Rico)
Mona (Isla Mona) is een onbewoond eiland van het land Puerto Rico en ligt 80 km ten westen van het eiland Puerto Rico.
Het is tegenwoordig een natuurgebied en bestemming voor dagrecreatie. De ringstaartleguaan Cyclura stejnegeri is endemisch op het eiland.